# Сленза (река)
Сле́нза (пол. Ślęza, нем. Lohe, Lawa) — река на юго-западе Польши, левый приток Одры. Длина реки — 78,6 км, площадь бассейна — 971,7 км.
Сленза берёт начало в Судетском Нагорье, и протекает возле горы Слежа, через Нижнюю Силезию и впадает в Одру рядом с Вроцлавом. Притоки — реки Мала-Сленза, Ольшувка-Кшицкая. Сленза протекает через Немчу, Тынец-над-Слензон, Йорданув-Слёнски и Вроцлав. Название реки скорее всего произошло от силезского слова, которое означает «влажное, болотистое место». В папской булле Адриана IV в 1155 году река упоминается, как Селенза.